# Franco Coppola
Franco Coppola, né le 31 mars 1957 à Maglie dans la province de Lecce en Italie, est un prélat catholique italien, nonce apostolique au Mexique (en) jusqu'en 2021, année où il devient nonce apostolique en Belgique (en) et au Luxembourg (en).

## Biographie
Franco Coppola effectue des études de théologie puis est ordonné prêtre le 12 septembre 1981 par l'archevêque Vincenzo Franco et incardiné à l'archidiocèse d'Otrante. Il poursuit ses études et obtient un doctorat de droit canon.
Il intègre les services diplomatiques du Saint-Siège en 1993. Il travaille dans les représentations pontificales au Liban (en), au Burundi, en Colombie (en), en Pologne et devient conseiller de nonciature pour les relations avec les États de la Secrétairerie d'État du Saint-Siège, il participe entre autres à la poursuite des négociations sur les relations avec Israël (en). 
Le 16 juillet 2009, il est nommé archevêque titulaire de Vinda (de), et nonce apostolique au Burundi. Il reçoit le 12 septembre suivant la consécration épiscopale des mains du pape Benoît XVI assisté des cardinaux Tarcisio Bertone et William Joseph Levada. Il est nommé nonce apostolique en République centrafricaine le 31 janvier 2014 par le pape François qui le nomme en plus nonce apostolique au Tchad (en) le 2 avril suivant. Il remet ses lettres de créances au président tchadien Idriss Deby Itno le 14 mai 2014.
Il est transféré au Mexique (en) le 9 juillet 2016. Le 15 novembre 2021, il est nommé par le pape nonce apostolique en Belgique (en). Le 14 décembre suivant, il est également nommé auprès du Luxembourg (en).